# سیارک ۲۴۲۳
سیارک ۲۴۲۳ (به انگلیسی: 2423 Ibarruri، نامگذاری:1972NC) دو هزار و چهارصد و بیست و سومین سیارک کشف شده‌است که در ۱۴ ژوئیه ۱۹۷۲ کشف شد.
قدر مطلق سیارک برابر ۱۳٫۲۰ است.